# Yesterday (pel·lícula de 2019)
Yesterday és una pel·lícula de comèdia musical de 2019 dirigida per Danny Boyle, a partir d'un guió de Richard Curtis i una història de Jack Barth. És protagonitzada per Himesh Patel, Lily James, Kate McKinnon i Ed Sheeran. S'ha subtitulat al català.
Es va estrenar en el Festival de cinema de Tribeca el 4 de maig de 2019, i comercialment el 28 de juny de 2019 de la mà d'Universal Pictures. La pel·lícula va rebre molt bones crítiques per part dels crítics.

## Argument
Jack Malik és un cantant i compositor sense èxit de Lowestoft que fa concerts davant de petites multituds. La seva representant i amiga de la infància Ellie Appleton l'anima a no renunciar als seus somnis. Durant una apagada elèctrica de dotze segons, en Jack és atropellat per un autobús. Després de recuperar-se, canta la cançó dels Beatles "Yesterday" per als seus amics i descobreix que mai han sentit parlar dels The Beatles. Després de veure que els Beatles no apareixen a internet i que els seus discs han desaparegut de la seva col·lecció, en Jack s'adona que ara es troba en una realitat alternativa on el grup mai es va formar. Comença a interpretar cançons dels Beatles, fent-les passar per pròpies.
L'Ellie aconsegueix que en Jack enregistri una maqueta amb en Gavin, un productor musical local. Després d'una actuació a la televisió local, en Jack és convidat per l'estrella del pop Ed Sheeran per actuar com a teloner a Moscou. L'Ellie, una professora de matemàtiques que té programades entrevistes entre pares i professors, no accedeix a acompanyar-lo, així que l'amic roadie d'en Jack, Rocky, viatja amb ell. Després del concert, Sheeran desafia a en Jack a un duel de cançons: després que en Jack toqui parcialment "The Long and Winding Road", Sheeran accepta la derrota amablement. A Los Angeles, la despietada gerent de Sheeran, Debra Hammer, signa en Jack pel seu segell i dissenya el seu ascens a la fama mundial.
A la festa de comiat d'en Jack abans del seu trasllat a Los Angeles, l'Ellie li confessa que sempre ha estat enamorada d'ell. En Jack comença a gravar un àlbum a EastWest Studios, però no recorda la lletra de "Eleanor Rigby". Amb l'esperança de despertar records, Jack va a la ciutat natal dels Beatles, Liverpool, visitant llocs d'interès com Strawberry Field, Penny Lane i la tomba d'Eleanor Rigby. L'Ellie s'uneix a ell a Liverpool, i passen una nit borratxos i es fan un petó, però l'Ellie li diu a en Jack que no està interessada en una aventura d'una nit. L'endemà al matí, en Jack i en Rocky persegueixen a l'Ellie fins a l'estació de tren, on ella felicita en Jack però li diu que no pot formar part de la seva vida de celebritat. Jack torna a Los Angeles amb el cor trencat i desesperat per tornar a tenir una vida quotidiana, mentre que l'Ellie comença a sortir amb en Gavin.
El segell discogràfic es prepara per llançar l'àlbum de debut de Jack, però rebutja les seves idees de títols dels àlbums dels Beatles i l'anomena One Man Only, impulsant el seu talent. Jack els convenç de llançar l'àlbum amb un concert al terrat a Gorleston-on-Sea. Dues persones també traslladades a la realitat alternativa durant el tall de llum s'hi acosten entre bastidors. Li diuen que saben que no va escriure les cançons, però li donen les gràcies, després de témer que la música dels Beatles s'hagués anat per sempre. Li donen l'adreça de John Lennon, que, sense haver format mai The Beatles en aquesta realitat, ha sobreviscut fins a la vellesa, fora dels focus públics. John, que ha viscut una vida feliç amb la seva dona, aconsella a Jack que persegueixi la persona que estima i sempre digui la veritat.
Jack li demana un favor a Sheeran, que organitza un concert a l'estadi de Wembley. Jack confessa a la multitud que va plagiar la música i que estima l'Ellie, i fa que Rocky pengi les cançons gratuïtament a Internet, sabotejant el llançament del disc i enfurismant la Debra. Jack i Ellie es casen i formen una família, i Jack renuncia a l'estrellat per convertir-se en professor de música abans d'assabentar-se que Harry Potter tampoc existeix en aquesta realitat.

## Repartiment
- Himesh Patel com a Jack Malik
  - Karma Sood com el jove Jack Malik
- Lily James com a Ellie Appleton
  - Jaimie Kollmer com la jove Ellie Appleton
- Kate McKinnon com a Debra Hammer
- Ed Sheeran com ell mateix
- Lamorne Morris com el cap de màrqueting
- Sophia Di Martino com a Carol
- Joel Fry com a Rocky
- Ellise Chappell com a Lucy
- Harry Michell com a Nick
- Camille Chen com a Wendy
- Alexander Arnold com a Gavin
- James Corden com ell mateix
- Sanjeev Bhaskar com a Jed Malik
- Meera Syal com a Shelia Malik
- Karl Theobald com a Terry
- Michael Kiwanuka com ell mateix
- Robert Carlyle com a John Lennon (no apareix als títols de crèdit)